# Antiblemma ceras
Antiblemma ceras är en fjärilsart som beskrevs av Druce 1898. Antiblemma ceras ingår i släktet Antiblemma och familjen nattflyn. Inga underarter finns listade i Catalogue of Life.